# 横内正明
横内 正明（よこうち しょうめい、1942年〈昭和17年〉3月2日 - 2020年〈令和2年〉4月21日）は、日本の政治家、建設官僚。山梨県知事（公選第16・17代）。衆議院議員（3期）、法務副大臣（第1次小泉内閣）を務めた。
都留文科大学前理事長。父は元山梨県韮崎市長の横内要。弟は元山梨県韮崎市長の横内公明。

## 来歴

### 出生から国会議員時代まで
山梨県韮崎市生まれ。山梨県立韮崎高等学校、東京大学法学部卒業。1964年、建設省（現国土交通省）に入省した。1990年、建設大臣官房審議官に就任。1993年、建設省を退官。
1993年の第40回衆議院議員総選挙に、金丸信元自由民主党副総裁の地盤を引き継いで山梨県全県区から無所属で立候補し、初当選を果たした（金丸は前年、東京佐川急便事件により衆院議員を辞職）。当選後、自民党に入り、1996年の第41回衆議院議員総選挙では、小選挙区比例代表並立制の導入に伴い新設された山梨3区から自民党公認で立候補し、再選。1997年、第2次橋本内閣で法務政務次官に就任。2001年、第1次小泉内閣で法務副大臣に任命された。

### 2度の知事選
2002年12月、翌2003年に実施される山梨県知事選挙に立候補するため、衆議院議員を辞職。天野建知事の不出馬に伴う12年ぶりの新人候補による争いであり、当初は横内が優勢で選挙戦を展開したが、民主・自由2党の推薦を受けて立候補した山本栄彦前甲府市長が猛追。横内は自民党公認を得た上での出馬を望んだものの、当時自由民主党総務会長であった堀内光雄（山梨2区選出）および自民党山梨県連会長であった中島真人参議院議員が反発し、党公認を受けられなかった。開票85%の段階までは山本をリードしたが、甲府市の得票数で大敗したため終盤で逆転され、山本栄彦に8,969票差で敗北した。
知事選落選後、翌年の第20回参議院議員通常選挙に立候補する意向を表明したものの堀内や中島が再び反発し、自民県連からの公認が得られなかったことで山梨県選挙区からの出馬を断念。参議院比例区から立候補したが、この参院選では自民党は比例区で票数が伸び悩み、横内は当選に届かなかった。この時次期山梨県知事選不出馬を条件にしたため政治生命の危機に立たされることになった。
しかしこの間少数与党であった民主党主体の山本県政に対し、自民党所属議員が多数であった山梨県議会が反発したことに加え、山梨県立博物館完成や中部横断自動車道の早期着工など公約していた事業を急いだあまり、県の借金が1兆円を突破したことで元々支持率の低かった山本知事への信頼が失墜。さらに山本知事の協力者であった参議院議員・輿石東の支持母体である山梨県教職員組合の政治資金規正法違反の発覚や、天野前知事の死去、郵政国会における堀内の下野やそれに関連して自民党本部と県連が対立したことで中島が県連会長を辞任するなど、県政の混乱が発生する。これに対し前回の山梨県知事選に出馬した井上幸彦元警視総監が、横内に次期知事選の出馬を促し、同郷の保坂武や赤池誠章、小野次郎、長崎幸太郎といった83会のメンバーもこれに同調したことから、不出馬を翻意し、知事選への出馬を表明する。横内は「ほっとけない運動」を展開して山本県政の批判と財政再建をアピールし、2007年前回一定の票を集めた井上の支援も功を奏し、投開票の結果47,428票差で山本を破り、山梨県知事に当選した。

### 山梨県知事時代
山本県政において増大した県債残高の圧縮を図るべく、知事選当選後の会見において退職金廃止を明言し財政再建に向け自ら身を切る姿勢をアピールした。就任するとまず前政権の政策について大幅な見直しを実施。まず未着工区間の新直轄方式化により県負担分が増えた中部横断自動車道について総務省に対し交付税の算定見直しを要求し、180億円だった県負担分を32億円まで圧縮することに成功する。
更に県内にある公益法人（公社）の整理に着手し、山梨県林業公社を2017年3月までに廃止する意向を固めたほか、新たに山梨県地域整備公社を設立して山梨県住宅供給公社、山梨県土地開発公社、山梨県道路公社を傘下に入れ、理事の一本化を図るなど将来的な県民負担を軽減する政策をとった。一方山梨県立図書館の附属施設を縮小し、建設事業費の抑制を図ろうとしたが、新たに画策した学習拠点では修正前と変わらないものとなっている。
見直しは、前々県政（天野県政）の政策にも及び、ミネラルウォーター税（法定外目的税）の議論凍結や山梨県環境整備センターの前倒し閉鎖の決定、108億円にのぼる焦げ付きが発生した「中小企業高度化資金」の整理などを行なっている。
人事面では知事特別顧問（非常勤）の職を新設し、2003年以来山梨県北巨摩郡長坂町（現北杜市長坂町）に在住し、地域振興に関わっていた元外務大臣の柿澤弘治元衆議院議員を知事特別顧問に招聘した。しかし柿澤は健康上の理由から1年で退職し、翌年に死去した。
開発面では、衰退が止まらない甲府駅前の活性化を推進し、甲府市中心市街地活性化基本計画では山梨県立宝石美術専門学校の再開発ビル「ココリ」への移転や山梨県庁舎防災新館の建設を行なっている。同時に民間企業との共同事業を推進し、県立図書館に「生涯学習拠点」として日本電気と共同で事業を行なおうとしたり（2009年に計画中止）、山梨県土地開発公社が所有していたが開発が中断していた米倉山ニュータウンについて、県が買収のうえで東京電力と共同で太陽光発電所の建設に着手し、2012年に米倉山太陽光発電所として稼働を開始した。一方、郊外のショッピングセンターには、甲府駅前への影響が出るとして事業の見直しを求め、甲斐市のラザウォーク甲斐双葉は当初計画より20％、昭和町のイオンモール甲府昭和は40％の規模縮小を行なって開業した。
山梨県内に建設予定の中央新幹線（超電導リニア）新駅に関して、甲府市大津町が望ましいと判断し、2013年には都市再生機構と協定を結び、新駅設置の計画作りを図っている。また、JR東海が提案している駅のコンパクト化については「待合室や切符売り場は駅にあってしかるべきだ」と異論を唱え、防音・防磁対策として、軌道をコンクリートで覆う方法についても「下水道管のようだ」とし難色を示している。
国内だけでなく、世界に向けても山梨県をアピールすべく、各国でトップセールスを実施し、2010年には山梨産のブドウ品種である甲州種が欧州連合から品種として認定されたことで、甲州ワイン（勝沼ワイン）の輸出が本格的に始まったのをはじめ、
2013年には、富士山-信仰の対象と芸術の源泉が世界遺産に登録されたのを機に、インドネシアのフラッグキャリアであるガルーダ・インドネシア航空と相互協力協定を締結している。特に韓国に対してのアピールは積極的で、2012年10月には竹島問題で日韓関係が膠着する中「草の根レベルの交流に支障はない」と渡航して、県産品のアピールを行ない、甲府市と姉妹都市関係にある清州市の清州国際空港と富士山静岡空港との路線開設を後押ししている。
2011年の山梨県知事選では、民主党が独自候補を擁立せず、自民・公明両党が推した横内に事実上相乗りしたため、82.96%の得票率で再選された。なお、1期目では受け取らないとしていた退職金について2期目の分は受け取ることを当選後の会見で述べている。

### 知事退任後
2014年8月25日の定例会見で「体力の限界感じた」として次期県知事選挙には立候補をしないことを表明。「若い人材に県政を引き継ぐべき」としたが、後継者の指名は行わなかった。2015年2月16日に任期を迎え、「全力投球で自分なりに最大限のことができたと思う」と残し県庁を後にした。
2016年2月1日付で、東北福祉大学学長就任(2015年12月1日付)に伴い、辞職を表明していた大谷哲夫の後任として、公立大学法人都留文科大学の理事長に就任した。横内は、3代目の理事長となる。同年11月、旭日重光章を受章。
2018年9月22日、「山梨には大きな可能性が出てくる。それを現実のものとするには国と太いパイプを持つ知事が必要」として長崎幸太郎に2019年山梨県知事選挙に立候補を要請した。長崎はその後出馬を表明し、選挙戦の結果当選を果たしている。これが横内にとって最後の政治活動となった。
2020年4月21日、死去。78歳没。死没日をもって正四位に叙される。

## 人物

### 支持率
横内県政の支持率は以下の通り。
- 2007年7月　57.1%（2007年7月19日、読売新聞）、55%（2010年7月21日、朝日新聞）
- 2010年6月　55%（2010年6月27日、朝日新聞）

### 甲府市中心街との関わり
- 山梨県知事時代は、甲府駅前の活性化に重点を置いた政策をとっていた。2008年に甲府市中心市街地活性化基本計画が策定されると、甲府商工会議所の役員や甲府商店街連盟の会長を会合に招待しており、上述のイオンモール甲府昭和の規模縮小も、商工会議所や商店街連盟の反対陳情によるものもある[17]。一方で当初は計画より60％の減床を求めていたが、イオンモール甲府昭和に賛同していた昭和町の地権者から反発を受け、対話が設けられたが批判が集中したため交渉は決裂し[18]、その後40％に緩和のうえ合意となった[19]。
- 中央新幹線山梨県駅（仮称）については、甲府市中心街へバス・ラピッド・トランジットで接続する一方で、リニア駅は大型商業施設やオフィスビルの設置を抑制する方針を打ち出している。これについて2013年12月1日に甲府市で開催された「エンジン01文化戦略会議」のオープンカレッジに参加した際、リニア新駅の商業施設に関する質問を受け、「商業施設が建設されると甲府市中心街が疲弊する。商業施設は中心街に任せるべき」と甲府市中心街に配慮する見解を述べているが、同席した歴史学者の磯田道史から「（既存の商店街を守る考えには）賛同できない。時の流れがあり、町が衰退した例がある」と否定され、経済評論家の勝間和代も「中心街は役割を終えた。中心街を残すために山梨全体の活性を失いかねない」と中心街ありきの方針に苦言を呈している。磯田および勝間の発言に会場から拍手が沸き起こった一方で、横内自身は「中心街には県民共通のインフラとして役割を果たして欲しいという思いがある」とあくまで方針を崩さなかった[20]。なお、横内の後任である後藤斎知事は横内の方針を見直し、リニア駅前の大型商業施設建設を推進している。

### 疑惑等
- 法務副大臣時代の2002年に鈴木宗男から献金を受け取った議員の1人として名前が挙がっている[21]。なお、2003年の県知事選挙では自民党県連会長であった中島真人からこの献金を理由に批判を受けているが、批判をした中島自身も献金を受け取った人物として名前が挙がっている[21]。
- 2012年7月20日、山梨県人事委員だった男性から洋服の仕立券（ギフト券）を受け取ったことを指摘されたが、検察審査会は賄賂性の低さを理由に不起訴相当を議決した。「盆暮れの儀礼的なあいさつとして受け取ってしまった。賄賂だとは思わない」と説明した。山梨県議会では「疑わしいことはない」と答弁した[22]。

### その他
- 2007年4月17日の定例会見で宮崎県の東国原英夫知事が定例会見の開催に疑問に投げかけたことに触れ、「問題が起きた時といえば地震や大事件が起きたときにやればいいのかとなるが、それはおかしいのではないか」とし、東国原知事の態度に苦言を呈している。一方で自身は「喫緊の県政状況を密度濃く県民に説明することが必要」とし、原則週1回は開催することを述べている[23]。
- 2013年3月12日、帝国データバンクは都道府県の景気動向指数から山梨県を除外することを発表した。過去24ヶ月のうち16ヶ月において全国最下位、除外までの7ヶ月連続で最下位であったが、横内知事は記者会見で「景気は気分の気。県内企業が『山梨は景気が悪いんだ、悪いんだ』と思うことは、決してプラスにはならない」と述べ、帝国データバンクに調査中止を要望し[24]、帝国データバンクもそれを受けての措置である。山梨県への景気動向指数は後藤斎知事になってから再開している。
- 2014年2月14日から15日にかけて県内で記録的な大雪に見舞われた際、知事をはじめ県庁職員の大半が登庁できなかったため対策本部設置が17日と遅れ、山梨大学教授やTwitterから「対応が遅い」と批判されている。これについて翌18日の本部会議後に「批判はあろうが、本部設置が遅れやるべきことができなかったということはない」と主張した[25]。
- 2014年6月3日、国土地理院がインターネット上でに公開している富士山山頂の住所表記が「静岡県富士宮市」となっていることについて「山頂が静岡県と決まっていると誤解を与える」として国土地理院に是正を要求した[26]。これに関して静岡県の川勝平太知事も同月9日の定例会見で「富士の国として一緒にやっていくのであれば（頂上の住所表記は）ふさわしくない」として横内知事の抗議に理解を示し、県境が画定していない状況を肯定的に捉えている[27]。

## 参加していた議員団体等
- 例外的に夫婦の別姓を実現させる会